# بونی (اسن)
بونی (به فرانسوی: Bony) یک کمون در فرانسه است که در ان (ا-دو-فرانس) واقع شده‌است. بونی ۷٫۹۸ کیلومتر مربع مساحت دارد ۱۱۵ متر بالاتر از سطح دریا واقع شده‌است.